# Ammothea hilgendorfi
Ammothea hilgendorfi (лат.) — вид морских пауков семейства Ammotheidae.
Длина тела взрослой особи примерно 2 мм, а ширина — примерно 1,5 мм. Хелифоры редуцированные и округлые, а щупики 9-членистые. Тело полностью сегментировано, с хорошо выраженными боковыми отростками и гребнями на конце первых трех сегментов. Туловище желтоватое, на ногах есть черно-коричневые пятна. Их можно отличить от Nymphon brevirostre по более широкому телу и ногах, а также у последнего однотонное коричнево-красноватое тело. Яйца вынашивают самцы на яйценосных ногах. Из яиц выводятся личинки-протонимфоны 1-го типа развития. Личинки паразитируют в гастроваскулярных полостях гидроидов. Ammothea hilgendorfi в северной части Тихого океана (например, в Японии и западном побережье Северной Америки). В водах Европы обнаружен в конце 70-х годов (Венецианская лагуна, Саутгемптон-Уотер) и в 2010 году в Северном море. Видимо, вид добрался туда на корпусах кораблей. Обитает на глубине от 0 до 30 метров. Может жить свободно или как эктопаразит гидроидов. Есть наблюдения ассоциации этого вида с морскими звездами или голотуриями.